# Carla-de-Roquefort
 Carla-de-Roquefort  là một xã ở tỉnh Ariège, thuộc vùng Occitanie ở phía tây nam nước Pháp.